# Compagnie Internationale des Wagons-Lits
Die Compagnie Internationale des Wagons-Lits (CIWL), zeitweise auch Compagnie Internationale des Wagons-Lits et des Grands Express Européens (deutsch Internationale Schlafwagen-Gesellschaft (ISG)); seit 1967 Compagnie Internationale des Wagons-Lits et du Tourisme (CIWLT, deutsch Internationale Schlafwagen- und Touristik-Gesellschaft (ISTG)), ist das älteste europäische Unternehmen zum Betrieb von Schlafwagen, Speisewagen und Luxuszügen. Nach ihrer Gründung 1872 bzw. 1876 entwickelte sich die CIWL zum größten Anbieter von Schlaf- und Speisewagendiensten in Europa. Ab 1881 führte sie zudem eigene Luxuszüge ein, zu den bekanntesten zählen der Orient-Express und der Train Bleu. Über Europa hinaus wurde die CIWL in Afrika und Asien aktiv. Mit 2268 Wagen erreichte sie 1931 ihren größten Fahrzeugbestand und war nach der Übernahme von Thomas Cook and Son seinerzeit der weltweit größte Touristikkonzern.
Nach dem Zweiten Weltkrieg verlor die CIWL ihre Geschäftsfelder im nun sowjetisch dominierten sogenannten Ostblock. Mit dem allgemeinen Rückgang des Schlafwagenverkehrs im übrigen Europa konzentrierte sich die CIWL zunehmend auf das Touristikgeschäft.
1991 übernahm die Hotelgruppe Accor die CIWL. 2006 verkaufte Accor zunächst die Reisebürosparte Carlson Wagonlit Travel. Die CIWL und die verbliebenen Eisenbahndienste mit Schlafwagen und Zuggastronomie gingen 2010 an das Catering-Unternehmen Newrest. Sie fungieren seither als Newrest Wagons-Lits, womit der traditionelle Markenname der CIWL vom Markt verschwand. Die übrigen Hotel- und Touristikdienste wurden in den Accor-Konzern integriert.

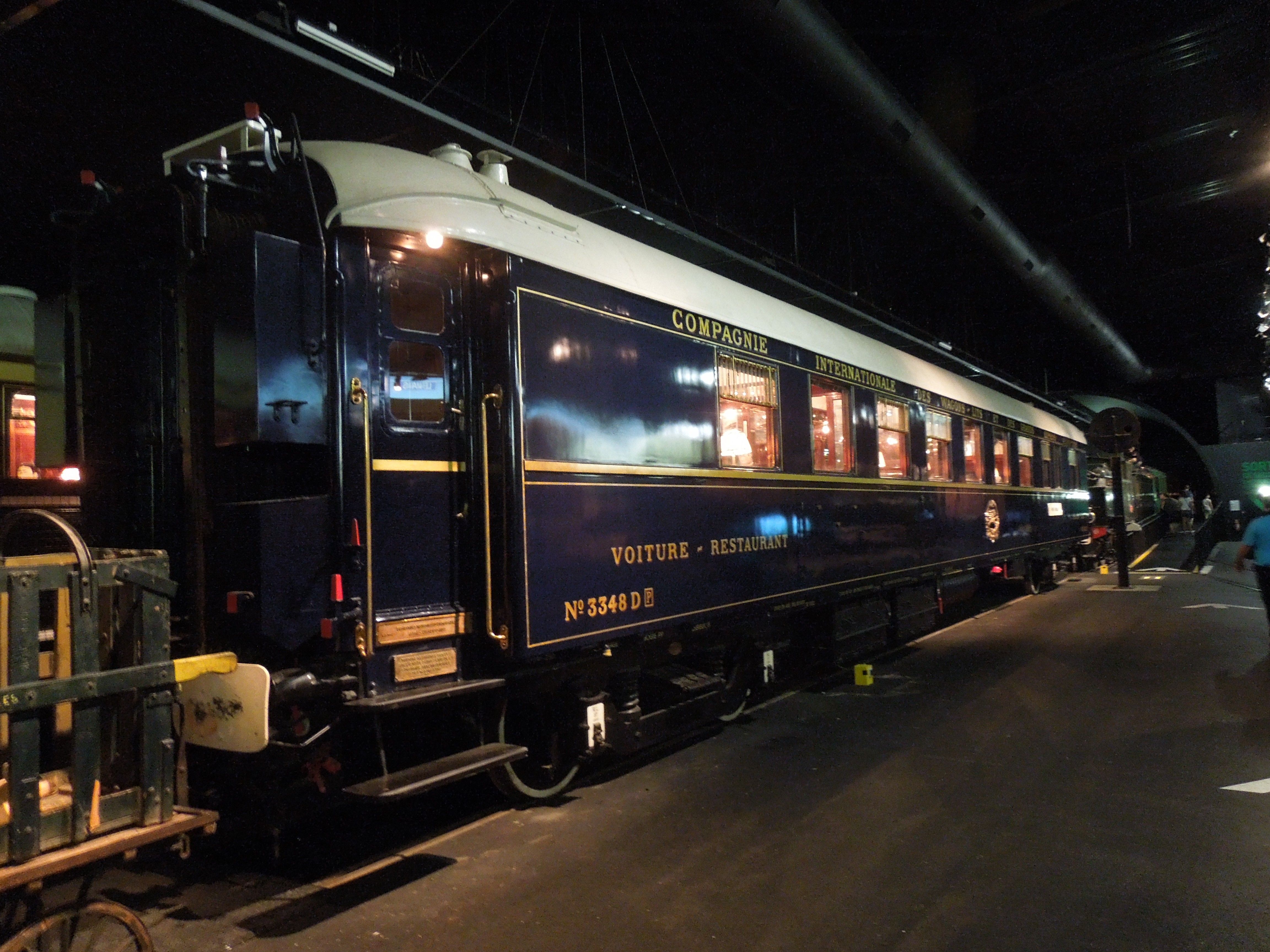
Speisewagen 3348 der CIWL

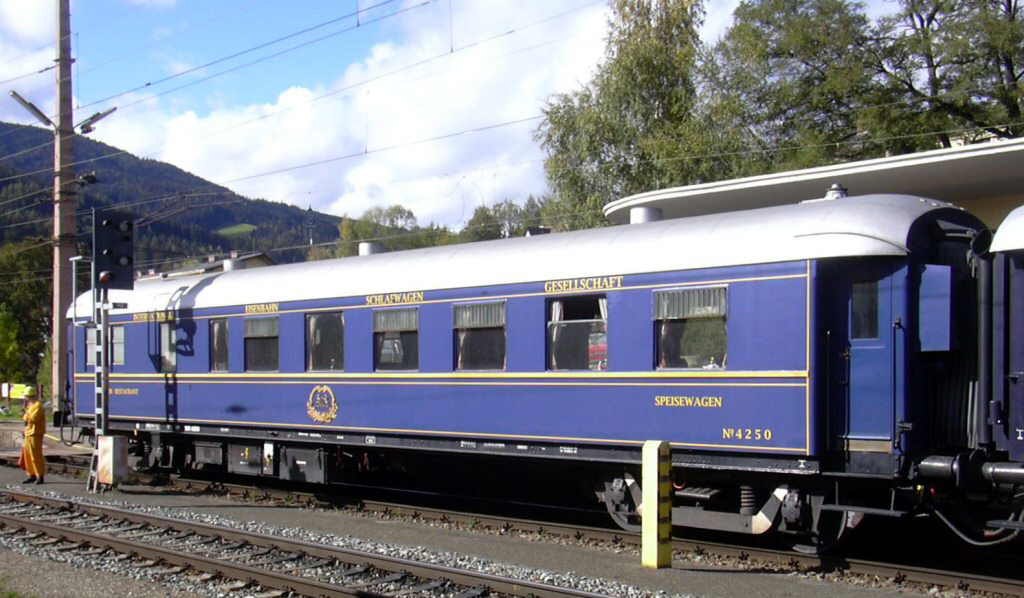
Speisewagen 4250 der CIWL

## Geschichte

### Gründung der ersten CIWL

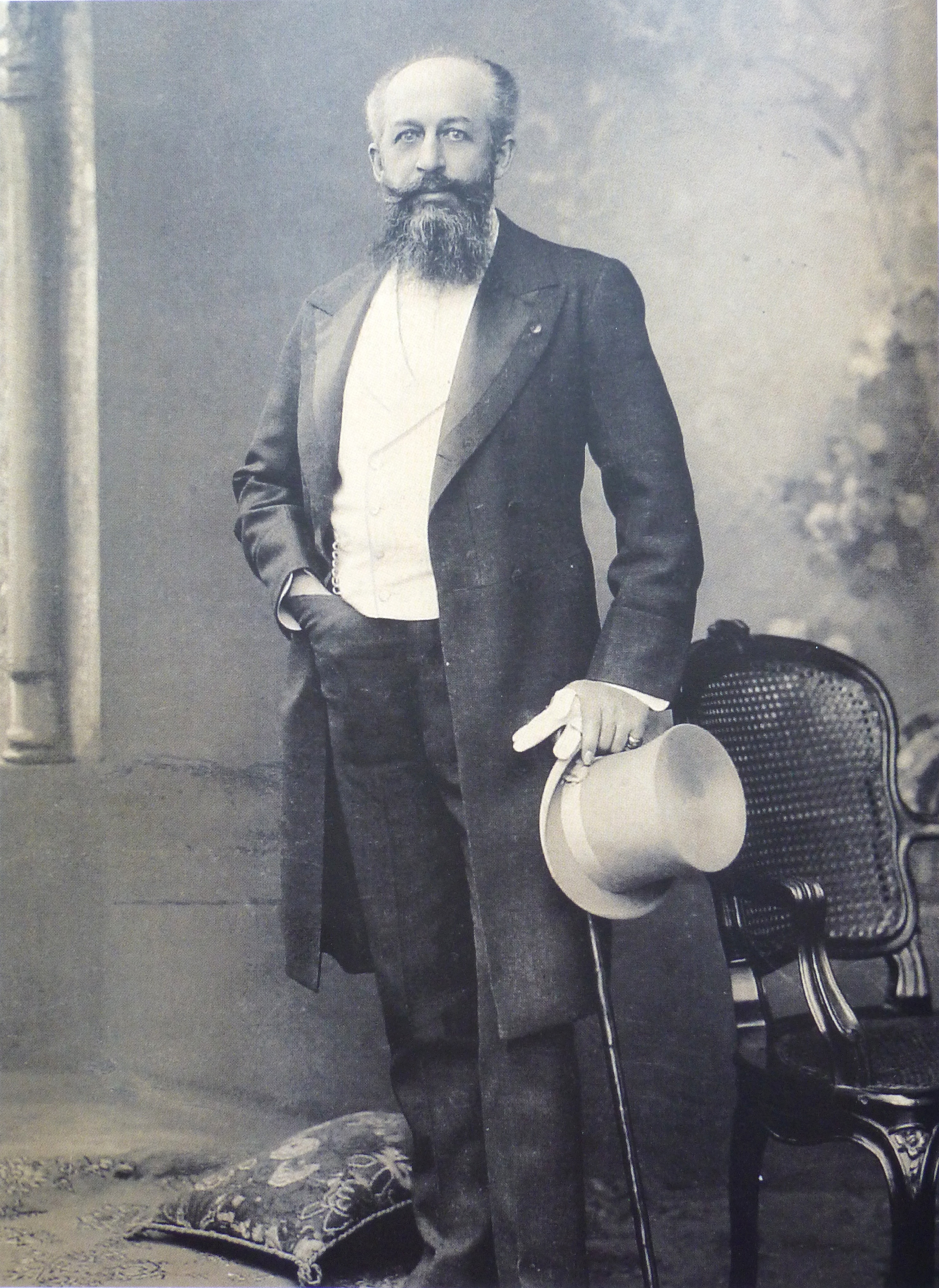
Georges Nagelmackers, der Gründer der CIWL

Während einer USA-Reise 1867/68 war der 23-jährige Belgier Georges Nagelmackers so von den dort durch George Mortimer Pullman eingeführten Schlafwagen beeindruckt, dass er beschloss, im europäischen Eisenbahnnetz ebenfalls ein Netz von Schlafwagenkursen aufzubauen. Bis dahin gab es im europäischen Eisenbahnnetz lediglich einzelne Personenwagen mit Schlafeinrichtung, bei denen durch Hervorziehen gegenüberliegender Sitze und Absenken der Rückenlehnen behelfsmäßige Schlafplätze hergestellt wurden.
Am 20. April 1870 veröffentlichte Nagelmackers in seiner Heimatstadt Lüttich und in Aachen einen 30-seitigen Geschäftsplan mit dem Titel „Projet d'Installation des Wagons-Lits sur les Chemins de Fer du Continent“, in der er seine entsprechenden Pläne und die Vorteile eines solchen Schlafwagenbetriebs darstellte. Eine der wesentlichen Neuerungen bestand darin, dass Nagelmackers Schlafwagen im Gegensatz zu Pullman-Waggons über abgetrennte Schlafabteile, Toiletten und Waschmöglichkeiten verfügen sollten. Zugleich begann er Verhandlungen mit deutschen, belgischen und französischen Eisenbahnverwaltungen, die er aber aufgrund des Ausbruchs des Deutsch-Französischen Kriegs im Juli 1870 wieder beenden musste. Nach Kriegsende konnte Nagelmackers einen ersten Vertrag über den Einsatz eines Schlafwagens für die Verbindung Ostende – Brindisi im Indian Mail abschließen, dem Postzug der britischen Postverwaltung. Dieser fuhr zu dieser Zeit über den Brennerpass, wurde aber nach Fertigstellung des Mont-Cenis-Tunnels 1871 auf diese kürzere Strecke verlagert. Nagelmackers' Vertrag wurde damit gegenstandslos.
Erst 1872 gelang ihm der Abschluss weiterer Verträge. Im Sommer jenes Jahres schloss er mit der Chemin de Fer de l’Est, den Reichseisenbahnen in Elsaß-Lothringen, den Großherzoglich Badischen Staatseisenbahnen, den Königlich Württembergischen Staats-Eisenbahnen, den Königlich Bayerischen Staatseisenbahnen und der österreichischen Kaiserin Elisabeth-Bahn Verträge zum Einsatz eines Schlafwagens zwischen Paris und Wien, der allerdings erst 1874 eingeführt werden sollte. Auf dieser Basis bestellte Nagelmackers seine fünf ersten Schlafwagen, vier bei der Hernalser Waggonfabrik und einen bei der Waggonfabrik Simmering. Zwei dieser Wagen wurden auf der Weltausstellung 1873 in Wien gezeigt. Weitere Verträge für Schlafwagenkurse zwischen Ostende und Köln, Ostende und Berlin sowie Paris und Köln mit den damals überwiegend noch privaten Bahngesellschaften folgten.
Auf dieser Basis gründete Nagelmackers als Betriebsgesellschaft am 12. September, nach anderen Angaben am 4. Oktober 1872 in Lüttich die Georges Nagelmackers et Compagnie – Compagnie Internationale de Wagons-Lits. Dank guter Beziehungen seines Vaters gelang es ihm, auch den belgischen König Leopold II. als Aktionär zu gewinnen.

### Die Mann’s Railway Sleeping Car Company

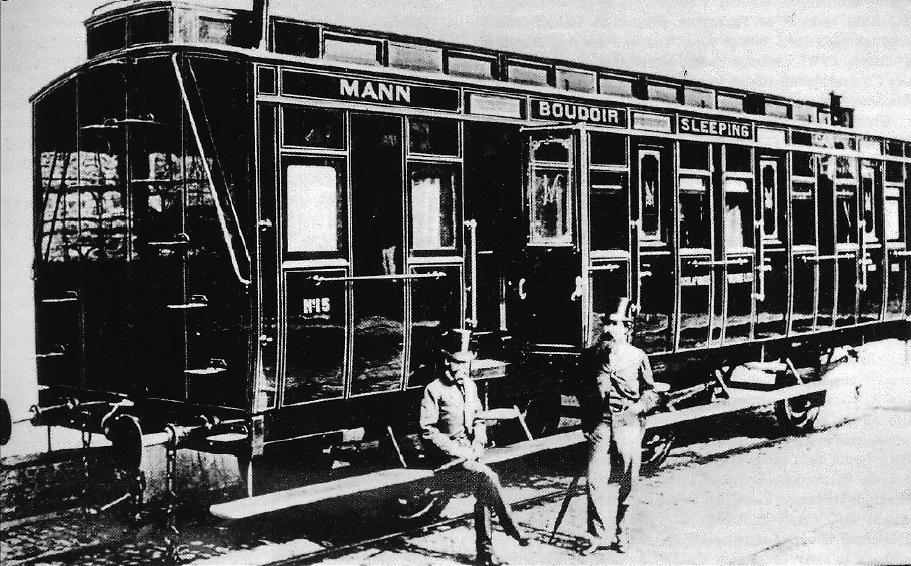
Georges Nagelmackers und Colonel Mann vor dem Schlafwagen Nr. 15, 1874

Nagelmackers’ Firma litt bald an Kapitalmangel, da den hohen Investitionen für die Fahrzeuge aufgrund der langwierigen Vertragsverhandlungen noch keine Einnahmen gegenüberstanden. In London lernte Nagelmackers den US-Amerikaner William d’Alton Mann kennen, der kurzzeitig als Colonel im Sezessionskrieg gedient hatte und dann als Militärausstatter zu Reichtum gekommen war. In Konkurrenz zu Pullman hatte er versucht, in Amerika Schlafwagen einzuführen, war dabei aber wenig erfolgreich und sah sich nun in Europa nach einträglichen Geschäftsmöglichkeiten um. Beide gründeten zum 1. Januar 1873 die Mann’s Railway Sleeping Car Company Ltd. – Compagnie Internationale de Wagons-Lits, die Schlafwagen bekamen die Beschriftung Mann Boudoir Sleeping Car, da Mann seine Schlafwagen als Boudoir Car patentiert hatte. Mann wurde Präsident der Gesellschaft, aber Nagelmackers führte alleine die Geschäfte, unterstützt von Napoléon Schroeder, der einer der ersten Mitarbeiter der Gesellschaft wurde und in der Folgezeit die meisten Verträge verhandelte.
Am 15. Juni 1873 konnten die ersten Schlafwagen ihren Betrieb zwischen Ostende und Köln sowie Ostende und Berlin aufnehmen. Im Dezember dieses Jahres folgte der Kurs von Paris nach Köln. 1874 kamen sieben weitere Kurse hinzu, darunter der von Nagelmackers bereits frühzeitig angestrebte Kurs zwischen Paris und Wien. Weitere Kurse folgten in den nächsten Jahren. Der Bestand an Schlafwagen wuchs rasch von 14 noch von der ersten CIWL bestellten Fahrzeugen Ende 1873 auf 42 Wagen Ende 1874.
Die amerikanische Pullman Palace Car Company versuchte in Konkurrenz zu Mann und Nagelmackers ab 1874, ihre Schlafwagen ebenfalls in Europa einzuführen, sie konnte aber lediglich in Großbritannien sowie für einige Jahre in Italien Verträge mit Eisenbahngesellschaften abschließen.

### Die zweite CIWL

Aktie der CIWL von 1927

Colonel Mann trat im Sommer 1875 von seinem Präsidentenamt zurück und Nagelmackers wurde alleiniger Generaldirektor. Nagelmackers ergriff die Gelegenheit und gründete am 4. Dezember 1876 in Brüssel die Compagnie Internationale des Wagons-Lits, die von de auf des geänderte Präposition brachte das Ziel zum Ausdruck, die möglichst einzige Schlafwagengesellschaft in Europa zu werden. Erneut gewann Nagelmackers König Leopold II. als Aktionär, allerdings soll der Monarch seinen Anteil nie bezahlt haben. Von Mann übernahm die CIWL insgesamt 53 Schlafwagen und 22 Verträge über 15 Schlafwagenkurse in Deutschland, Belgien, Frankreich, Österreich-Ungarn und Rumänien. Darunter waren inzwischen auch Verträge mit Laufzeiten bis zu 20 Jahre, nachdem sich die Bahngesellschaften zu Beginn nur auf kurzzeitige Verträge über maximal drei Jahre eingelassen hatten.
Die CIWL startete im Dezember mit folgenden Schlafwagenläufen:
- Berlin – Aachen
- Berlin – Breslau
- Berlin – Eydtkuhnen
- Berlin – Frankfurt am Main
- Berlin – Hamburg
- Berlin – Köln
- Bukarest – Suceava
- Ostende – Basel
- Ostende – Köln
- Paris – Bordeaux
- Paris – Frankfurt am Main
- Paris – Köln
- Paris – Wien
- Straßburg – München
- Wien – Eger

In den Folgejahren kamen weitere Verträge vor allem mit Eisenbahngesellschaften in Frankreich und Italien hinzu. 1880 gelang es Schroeder und Nagelmackers nach langen Verhandlungen, mit der Chemin de Fer de l’Est und der Chemin de Fer du Nord langlaufende Verträge abzuschließen sowie erstmals in Spanien und Russland aktiv zu werden. 1884 erreichte die CIWL zunächst einen Höhepunkt ihrer Ausdehnung, allein in Deutschland verkehrten 23 Schlafwagenkurse. 1886 zog sich der Konkurrent Pullman aus dem Geschäft in Kontinentaleuropa zurück, so dass die CIWL de facto ein Monopol besaß.
Speisewagen wurden ein zweites Geschäftsfeld der CIWL. 1880 setzte sie zunächst einen behelfsmäßig umgebauten Wagen der Berlin-Anhaltischen Eisenbahn auf deren Hauptstrecke zwischen Berlin Anhalter Bahnhof und Bebra ein. Der Wagen erwies sich bald als Erfolg und die CIWL begann mit der Entwicklung spezieller Speisewagen, für die sie analog zu ihren Schlafwagen Verträge mit den Eisenbahngesellschaften abschloss. Schlaf- wie Speisewagen wurden von der CIWL den normalen Zügen der beteiligten Bahngesellschaften beigestellt. Die Verträge waren so aufgebaut, dass die Bahngesellschaften die Wagen kostenlos beförderten und dafür den von den Fahrgästen zu entrichtenden normalen Fahrpreis kassierten. Einnahmequelle der CIWL waren die Zuschläge für die Schlafplätze, die etwa 20 % des Fahrpreises betrugen sowie die Erträge des Restaurantbetriebs. Bei den Speisewagen lag der Nutzen für die Bahngesellschaften in der verbesserten Wirtschaftlichkeit und Reisegeschwindigkeit ihrer Züge aufgrund der nicht mehr erforderlichen längeren Verpflegungsaufenthalte in großen Bahnhöfen.

### Luxuszüge

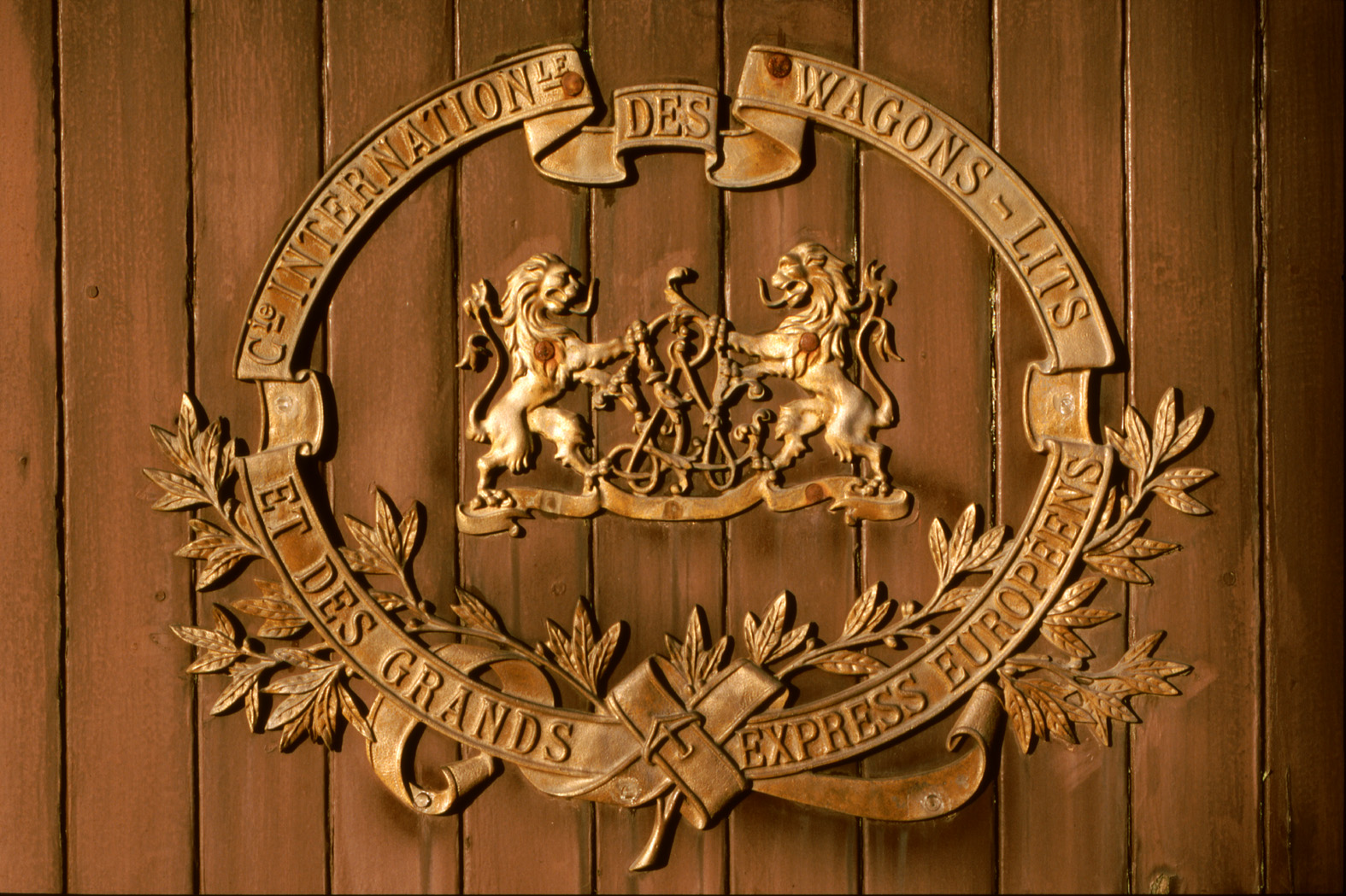
CIWL-Emblem auf dem museal erhaltenen Teakholz-Speisewagen 402 der CIWL im Bahnmuseum Kerzers-Kallnach

Nachdem er die CIWL auf eine wirtschaftlich solide Basis gestellt hatte, entschloss sich Nagelmackers, mit vollständig aus Wagen der CIWL zusammengestellten eigenen Zügen in das Geschäft des hochwertigen Reiseverkehrs einzusteigen. Er verfolgte dabei sehr weitreichende Pläne. Sein Ziel war ein Nord-Süd-Express, der durchgehend von Lissabon bis Sankt Petersburg verkehren sollte, ergänzt um einen Zubringer von der Kanalküste in Calais, der in seiner Heimatstadt Lüttich mit dem Hauptzug vereint werden sollte. Nicht nur die unterschiedlichen Spurweiten ließen diese Pläne zunächst scheitern. Nagelmackers musste sich zunächst mit leichter realisierbaren Verbindungen befassen. Der 1878 eröffnete Schlafwagenkurs von Wien nach Orșova an der damaligen ungarisch-rumänischen Grenze hatte ihm gezeigt, dass Verbindungen nach Südosteuropa hohe Nachfragepotenziale bei vermögenden Reisenden besaßen.
Die CIWL begann daher mit der Einführung eigener Züge, die allerdings immer von Lokomotiven der beteiligten Bahngesellschaften gezogen wurden. Mit dem 1883 eingeführten Orient-Express wurde der erste Luxuszug der CIWL sehr bald ein voller Erfolg. Schrittweise führte die CIWL bald weitere Luxuszüge ein, so etwa 1883 den Calais-Mediterranée Express und 1887 den Sud-Express. Nicht jeder neue Zuglauf wurde von den betuchten Fahrgästen angenommen, so scheiterten zwei Versuche mit einem Suisse-Express zwischen Paris und beliebten Schweizer Kurorten wie Luzern und Interlaken in den Jahren 1891 und 1897, lediglich der ab 1896 zwischen Calais und der Schweiz fahrende Engadin-Express hatte dauerhaft Erfolg. Der Alpinismus war um diese Zeit immer noch Domäne der britischen Upper Class. Dagegen musste der ab 1889 angebotene Club Train zwischen Paris und Calais sowie Dover und London 1893 wieder eingestellt werden, da die britische London, Chatham and Dover Railway den für zwölf Jahre abgeschlossenen Vertrag vorzeitig kündigte. Die CIWL führte danach erst wieder ab 1936 eigene Wagen im Vereinigten Königreich. 1884 wurde nach dem erfolgreichen Start der eigenen Züge der Gesellschaftsname um dem Zusatz et des Grands Express Européens ergänzt. Ab 1886 wurde die CIWL der Hauptorganisator für Staatsreisen der meisten europäischen Staatsoberhäupter. Das Symbol „WL“, das von zwei Löwen gehalten wurde, entwickelte sich zum Markenzeichen.

### Weitere Entwicklung bis zum Ersten Weltkrieg

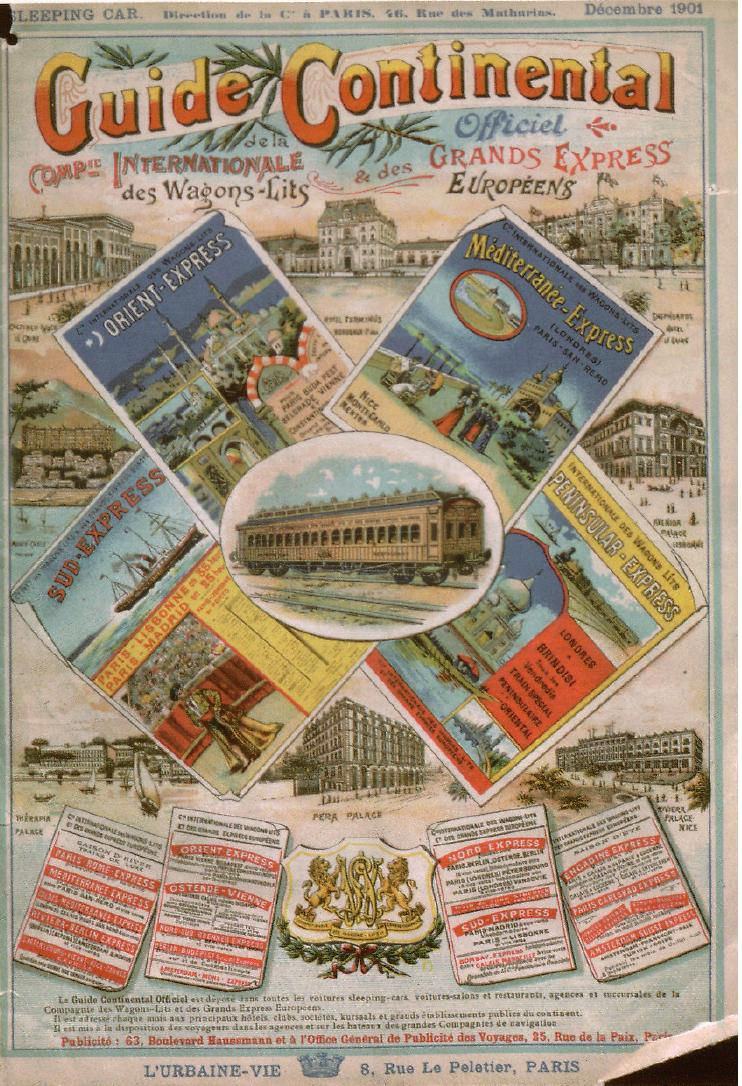
CIWL-Guide Continental, Dezember 1901

Trotz einzelner Misserfolge baute die CIWL ihr Netz in den Jahren bis 1914 weiter aus. Fast jedes Jahr wurde ein neuer Luxuszug in Betrieb genommen, so zum Beispiel 1894 der Ostende-Wien-Express oder 1900 der Riviera-Express. Daneben wurden weiterhin Schlaf- und Speisewagen in die planmäßigen Züge der Bahngesellschaften eingestellt. Ab 1884 führte die CIWL Salonwagen ein. Schrittweise schloss die Gesellschaft zudem Verträge mit weiteren Bahngesellschaften ab und dehnte ihr Netz unter anderem nach Italien, Spanien und auf den Balkan aus. Auch die zunächst zögerlichen französischen Bahngesellschaften schlossen nun langlaufende Verträge mit der CIWL ab, so etwa 1888 die Paris-Lyon-Méditerranée für 22 Jahre und die Paris-Orléans auf 23 Jahre.

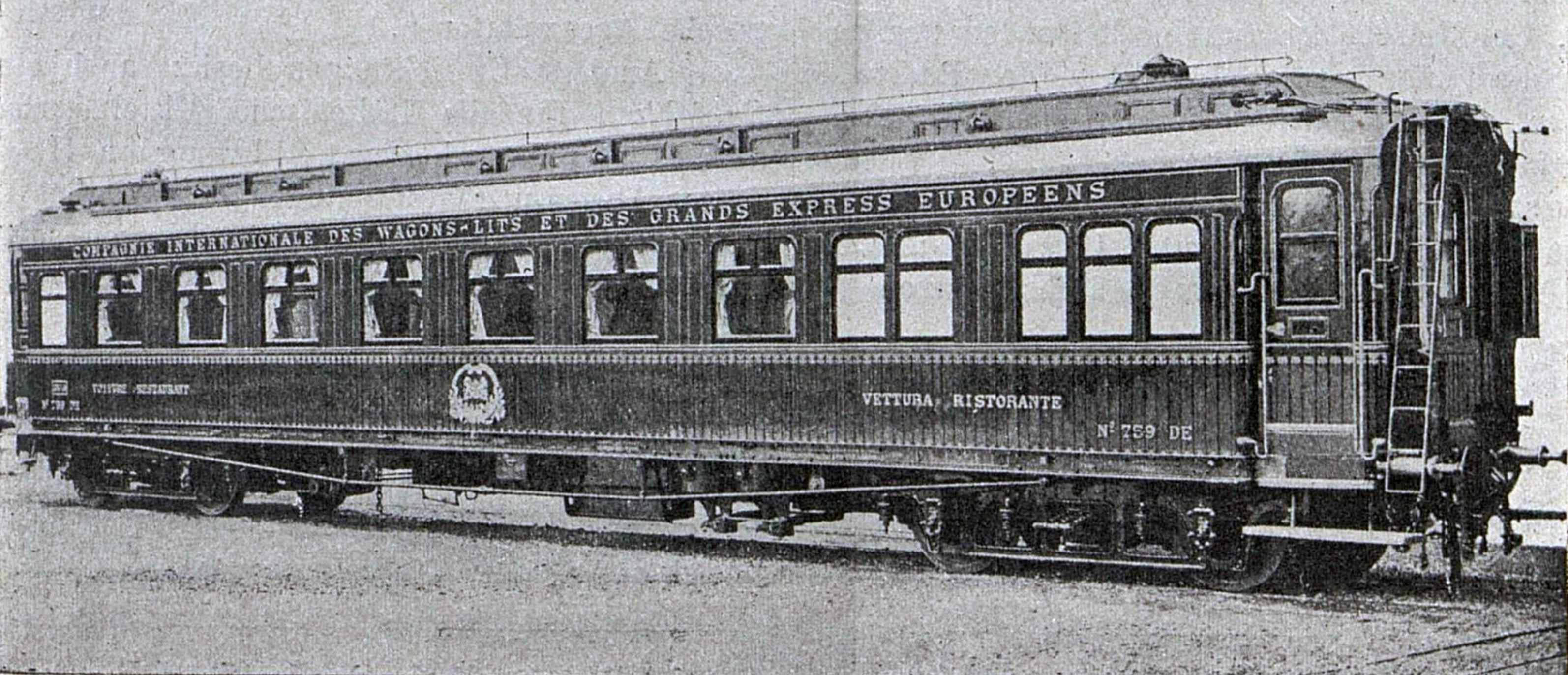
CIWL-Speisewagen 759 DE (OM 1901)

Ab 1885 begann allerdings Preußen, die Verträge der CIWL, die zum Teil noch auf die unter Bismarck ab Ende der 1870er Jahre verstaatlichten Privatbahnen zurückgingen, zu kündigen. Zum einen hatten die Preußischen Staatsbahnen erkannt, dass Schlaf- und Speisewagen ein lukratives Geschäft darstellten. Zum anderen war die CIWL als ausländische Gesellschaft, die zwar in Brüssel ansässig war, ihre Hauptverwaltung jedoch in Paris, der Hauptstadt des Erbfeinds Frankreich, aufgebaut hatte, beim zuständigen Minister Albert von Maybach nicht beliebt. Er setzte alles daran, die CIWL aus Deutschland möglichst fernzuhalten, und wies die Staatsbahnen an, auslaufende Verträge nicht zu erneuern. Erst nach Maybachs Ausscheiden konnte die CIWL in Preußen wieder aktiver werden. Ab 1896 führte sie mit dem Nord-Express erstmals einen Luxuszug über Berlin. 1896 gründete Nagelmackers zudem als Tochterfirma die Deutsche Eisenbahn-Speisewagen-Gesellschaft (DESG). Mit Hilfe der DESG, deren Besitz sich die CIWL – die alleine 53 % der Anteile übernahm – mit verschiedenen deutschen Banken, unter anderem der Disconto-Gesellschaft und der Dresdner Bank sowie dem bereits an der CIWL beteiligten Kölner Bankhaus Oppenheim teilte, umging Nagelmackers die Abneigung der Preußischen Staatseisenbahnen gegen die von französischem Kapital, mithin also dem „Erzfeind“ des Deutschen Reichs, dominierte CIWL. Obwohl die Zusammenarbeit von CIWL und DESG ein offenes Geheimnis war (Napoléon Schroeder, Nagelmackers' Nachfolger als CIWL-Generaldirektor, war ab 1909 auch Aufsichtsratsvorsitzender der DESG) und anhand der weitgehend identisch ausgeführten Fahrzeuge erkennbar war, konnte die DESG sich schnell im Speisewagenverkehr der Preußischen Staatseisenbahnen ausbreiten. Den Schlafwagenverkehr behielt die preußische Verwaltung allerdings konsequent in eigener Hand. Die süddeutschen Staatsbahnen in Bayern, Baden und Württemberg blieben der CIWL von ihrer Gründung bis 1914 treu und führten ihre Verträge trotz Kritik aus Berlin weiter.
Die CIWL war gegenüber ihren Konkurrenten sehr erfolgreich. Die Pullman Palace Car Company zog sich mit Ausnahme ihrer britischen Tochtergesellschaft 1886 aus dem Europageschäft zurück und verkaufte ihre letzten, in Italien eingesetzten Wagen an die CIWL. In Preußen konnte die DESG mehr als die Hälfte der Speisewagendienste übernehmen und verdrängte damit Konkurrenten wie Gustav Kromrey auf die Plätze. Während Pullman sich aus Europa zurückzog, wurde Nagelmackers außerhalb Europas aktiv. Erste Verbindungen außerhalb Europas wurden in das Programm aufgenommen, so beispielsweise Züge in Algerien und Ägypten oder über die Transsibirische Eisenbahn bis nach China.
Über die 1894 gegründete Tochtergesellschaft der Compagnie Internationale des Grands Hotels baute Nagelmackers zudem eine dem ökonomischen Standard der Schlafwagenreisenden entsprechende Kette von Luxushotels auf. Dazu gehörten etwa die Hotels Terminus in Bordeaux und Marseille, das Pera-Palas-Hotel in Istanbul, das Hotel de la Plage in Ostende, oder das Grand Hotel des Wagons-Lits (Peking) am Endpunkt der transsibirischen Bahnverbindung. 1903 folgte die Gründung einer weiteren Tochtergesellschaft, der Schweizerischen Speisewagen-Gesellschaft.
1905 starb Georges Nagelmackers, der Gründer der CIWL. Sein Nachfolger als Generaldirektor wurde Napoléon Schroeder. Schon 1903 war der britische Politiker und Verleger Davison Dalziel in den CIWL-Verwaltungsrat eingetreten. Er sollte die Entwicklung der CIWL in den nächsten Jahrzehnten maßgeblich beeinflussen.

### Im Ersten Weltkrieg

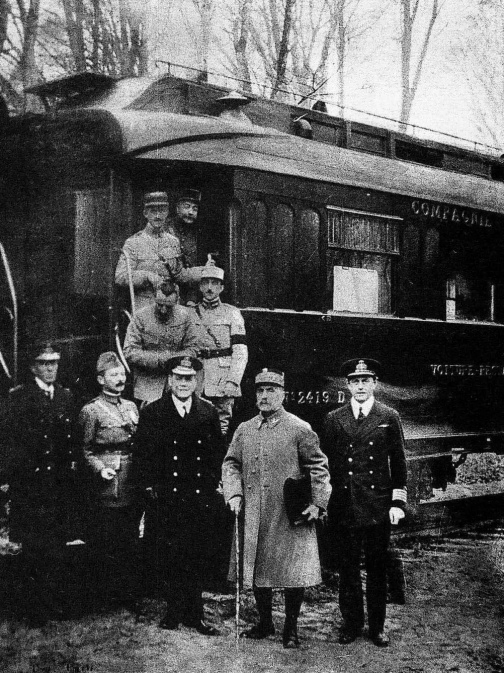
Marschall Foch und alliierte Offiziere nach Unterzeichnung des Waffenstillstands von Compiègne vor dem CIWL-Wagen 2419 D

Ende 1913 besaß die CIWL insgesamt 1737 Wagen, darunter 842 Schlafwagen, 665 Speisewagen, 38 Salonwagen und 192 Gepäckwagen. In ihrem Fahrplan standen 31 Luxuszüge. Die erste unmittelbare Auswirkung des Ersten Weltkriegs war der Rücktritt von Napoléon Schroeder als Generaldirektor. Obwohl schon seit Jahren belgischer Staatsbürger sah er sich als gebürtiger Deutscher erheblichen Anfeindungen ausgesetzt. Sein Nachfolger wurde Camille Chouffart. Die CIWL musste die meisten Luxuszüge und Wagenläufe einstellen, auch in neutralen Staaten war bald nur mehr ein eingeschränkter Betrieb möglich. So fuhr von 109 französischen Speise- und Schlafwagenkursen zunächst kein einziger mehr, schrittweise gelang es, bis 1915 wieder 11 Schlaf- und 34 Speisewagenkurse in Betrieb zu nehmen. In Italien verschwanden von 58 Kursen alle bis auf drei, die dann 1917 ebenfalls eingestellt werden mussten. Lediglich der „Transsibérien“ und der spanische Teil des Sud-Express verkehrten zunächst als Luxuszüge weiter.
Nach der deutschen Besetzung Brüssels wurde die trotz der in Paris ansässigen Hauptverwaltung weiterhin offiziell in Belgien ansässige CIWL seitens der Mittelmächte als Gesellschaft in feindlichem Besitz angesehen und am 1. Mai 1915 unter Zwangsverwaltung gestellt. Zudem musste sie die Beschlagnahme ihres Wagenparks für militärische Zwecke oder den Einsatz innerhalb des Machtbereichs der Mittelmächte hinnehmen. 1916 wurde die MITROPA gegründet, die eine Konkurrenz zur CIWL aus dem damaligen Kriegsgegnerland Belgien werden sollte und die alle Schlaf- und Speisewagen der CIWL in Deutschland und Österreich für 2,4 Millionen Mark übernahm. Als Ersatz für den eingestellten Orient-Express betrieb die MITROPA den Balkanzug, in dem aber aufgrund ungekündigter Verträge mit beteiligten Staatsbahnen auch Wagen der CIWL eingestellt waren.
1918 beschlagnahmte die neue Regierung in Sowjetrussland 161 Schlafwagen, Hotels und andere Einrichtungen der CIWL. In Frankreich und Belgien sowie den anderen nicht von den Mittelmächten besetzten Staaten hielt die Pariser Direktion den Betrieb so weit wie möglich aufrecht, auch wenn der Großteil der Schlaf- und Speisewagenkurse eingestellt wurde. Die freigesetzten Wagen stellte die CIWL den alliierten Armeen zur Verfügung, die sie vor allem für Stabsdienste und ihre Befehlshaber einsetzte. Am bekanntesten ist der von Marschall Ferdinand Foch genutzte Speisewagen 2419 D, der als Wagen von Compiègne Schauplatz der Unterzeichnung des Waffenstillstands von Compiègne war.

### Zwischenkriegszeit
Nach dem Ersten Weltkrieg verlangte die CIWL ihre bisherigen Schlafwagen- und Speisewagenkurse in Mitteleuropa zurück. In Österreich, Polen und der Tschechoslowakei erhielt die CIWL erneut das Monopol, während die Reichsbahn und die nach dem Krieg von ihr mehrheitlich übernommene MITROPA den Betrieb der CIWL in Deutschland nach Möglichkeit sabotierten. Dieser Konflikt wurde erst 1924 durch ein Abkommen beigelegt, das am 23. April 1925 unterzeichnet wurde und die Interessen von MITROPA und CIWL abgrenzte. Die CIWL übernahm die internationalen Züge und Zugläufe durch Deutschland sowie zwischen Deutschland einerseits und Belgien, Frankreich, Italien, Polen und der Tschechoslowakei (mit Ausnahme von einzelnen Mitropa-Wagen nach Karlsbad) andererseits. Die MITROPA übernahm die Zugläufe zwischen Deutschland einerseits und Dänemark, den Niederlanden und Schweden sowie einem Teil der Ziele in der Schweiz andererseits sowie die Korridorzüge nach Danzig und Ostpreußen. Zwischen Berlin und Wien betrieben beide Gesellschaften Schlafwagen: die Schlafwagen der CIWL verkehrten über Breslau oder Prag, die Schlafwagen der MITROPA verkehrten über Passau.
In den 1920er Jahren erholte sich das Unternehmen und baute sein Streckennetz erneut aus. Blau und Gold wurden die neuen Unternehmensfarben, die wieder in Betrieb genommenen Luxuszüge erhielten schrittweise neue, blau lackierte Ganzstahlwagen. Als erster Zug wurde 1922 der von den Fahrgästen aufgrund der Wagen alsbald als Train Bleu bezeichnete Calais-Mediterranée Express mit den neuen Wagen ausgestattet.
1925 verkaufte der CIWL-Verwaltungsratsvorsitzende Lord Dalziel of Wooler der CIWL die Mehrheit der ihm bislang gehörenden britischen Pullman Car Company (PCC) – die Pullmangesellschaft ging damit zunächst teilweise in den Besitz ihres früher größten Konkurrenten über, zehn Jahre später erwarb die CIWL die restlichen Anteile. Diese Besitzverhältnisse wurden allerdings bis Mitte der 1970er, lange nachdem die PCC 1954 von der CIWL an British Railways verkauft worden war, seitens der CIWL verschwiegen. Offiziell arbeiteten beide Firmen lediglich freundschaftlich zusammen. Als ein erstes Ergebnis der Übernahme führte die CIWL noch 1925 auf Betreiben von Lord Dalziel nach britischem Vorbild zusätzlich zu den bislang meist als Schlafwagenzüge betriebenen Luxuszügen aus neuen Pullmanwagen zusammengestellte und als Pullman-Express bezeichnete Tagesluxuszüge wie den Edelweiss oder den Flèche d’Or ein. Ab 1926 wurden neue Ganzstahlwagen verschiedener Serien auf einheitlichem Untergestell beschafft, welche die älteren Wagen mit Teakholzverkleidung allmählich ablösten. 1927 übernahm die CIWL das weltweit erste fliegende Bordrestaurant auf dem durch die französische Air Union betriebenen Kurs von Paris nach London. Bis zur Übernahme durch Accor blieb die CIWL seitdem als Caterer für Fluglinien aktiv, vor allem von nordafrikanischen, französischen und italienischen Flughäfen. In der Zwischenkriegszeit bot die CIWL ihre Dienste nicht nur auf der Schiene und in der Luft an, sie bewirtschaftete auch Kabinen und Restaurants von Linienschiffen auf Weichsel und Donau sowie dem Kongo.
Mit der Übernahme von Anteilen an Thomas Cook and Son wurde die CIWL 1928 der weltweit größte Touristikkonzern. Eine vollständige Übernahme scheiterte, dennoch verknüpften beide Unternehmen ihre Angebote und traten gemeinsam als „Wagons-Lits Cook“ (WLC) auf. Während der 1930er Jahre fuhren über 2000 Wagen der CIWL auf europäischen Gleisen, der Höchststand war 1931 mit 2268 Wagen erreicht. Nach der Eingliederung Österreichs im Jahre 1938 musste die CIWL ihren Betrieb in Österreich einstellen und alle Kurse an die MITROPA abtreten, analog 1939 nach der Besetzung der „Rest-Tschechei“ die dortigen Verkehre.

### Im Zweiten Weltkrieg
Der Zweite Weltkrieg führte wie bereits der Erste Weltkrieg zur fast vollständigen Einstellung der Luxuszüge. Die durch das Deutsche Reich führenden Verbindungen wie etwa den Nord-Express stellte die CIWL Ende August 1939 ein, während der Simplon-Orient-Express noch bis zum Kriegseintritt Italiens im Jahr 1940 verkehrte. Lediglich in den neutralen Staaten wie Spanien oder der Türkei verkehrten die Luxuszüge weiter, auf der iberischen Halbinsel wurde 1943 mit dem Lusitania-Express von Madrid nach Lissabon sogar ein neuer Luxuszug eingeführt. In Frankreich wurden viele Wagen wie bereits im Ersten Weltkrieg vom Militär übernommen und für Befehlszüge und Stabsdienste verwendet.
Die CIWL versuchte zunächst, den Betrieb der übrigen Schlaf- und Speisewagen trotz erheblicher Einschränkungen beizubehalten. Als offiziell in Belgien ansässiges Unternehmen fiel sie zunächst nicht unter die Beschlagnahme feindlichen Vermögens, auch wenn ihre Hauptverwaltung in Paris lag. Sie betrieb noch bis zum Mai 1940 die bis Belgrad in Schnellzüge eingestellten Schlafwagenläufe von Berlin nach Athen und Istanbul sowie von München nach Istanbul. Diese Kurse liefen ab Belgrad im Simplon-Orient-Express gemeinsam mit den von Paris kommenden Wagen weiter nach Athen und Istanbul.
Erst der Beginn des Westfeldzugs beendete mit wenigen Ausnahmen den Betrieb der CIWL im deutschen Machtbereich. Der Reichskommissar für die Behandlung feindlichen Vermögens stellte die CIWL im Juni 1940 unter Zwangsverwaltung. Der Vertrag von 1925 wurde außer Kraft gesetzt und die MITROPA übernahm die Verkehre zwischen dem Reich und den besetzten Gebieten im Westen und Südosten. Der CIWL verblieb lediglich ein eingeschränkter Betrieb innerhalb Frankreichs und der Benelux-Staaten. Lediglich nach Italien konnte die MITROPA ihr Einzugsgebiet nicht ausdehnen. Ein Teil der CIWL-Wagen wurde von der MITROPA gepachtet und von ihr betrieben. Weitere CIWL-Fahrzeuge liefen nun in Befehlszügen der Wehrmacht und des Reichsverkehrsministeriums. Nachweisbar sind 46 Fahrzeuge. Einzelne Wagen sollten in Salonwagen für Größen des Dritten Reichs umgebaut werden, wurden aber bis Kriegsende nicht mehr fertiggestellt.

### Nachkriegszeit

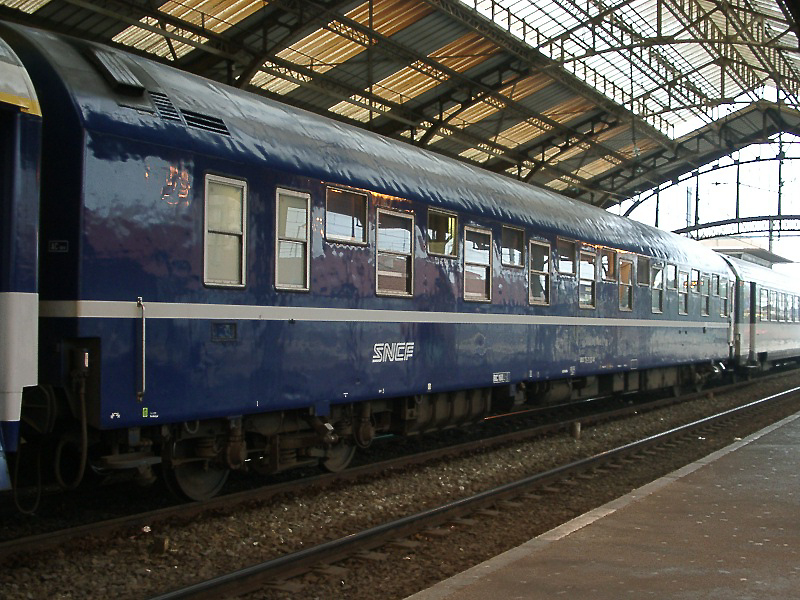
Schlafwagen des 1968 von der CIWL eingeführten Typs T2, hier im Besitz der SNCF

Nach dem Zweiten Weltkrieg umfasste die Verlustliste der CIWL 845 Wagen, von denen sie nur einen kleinen Teil zurückerhielt. Die CIWL bekam zwar ihre Betriebsrechte in Österreich zurück, sie verlor aber schrittweise bis 1951 alle Verträge im nun sowjetischen Machtbereich im östlichen Europa. Auch die meisten der dort eingesetzten Fahrzeuge verblieben in ihren Einsatzländern. Unter anderem auf Betreiben des damaligen sowjetischen Außenministers Andrei Wyschinski verblieben der Gesellschaft aber verschiedene internationale Schlafwagenläufe, so zwischen Prag und Paris oder zwischen Warschau und Paris. Neu im Netz der CIWL gab es ab 1946 Kurswagenläufe nach Stockholm und ab 1951 nach Oslo. Vor dem Krieg waren CIWL-Wagen nur bis Kopenhagen gekommen. Zudem übernahm sie aufgrund des 1943 ausgelaufenen Vertrags von 1925 alle bis 1939 von der MITROPA betriebenen internationalen Schlaf- und Speisewagenläufe durch die westlichen Besatzungszonen bzw. ab 1949 die Bundesrepublik Deutschland. Erst 1954 grenzten CIWL und die Deutsche Schlafwagen- und Speisewagengesellschaft (DSG) als Rechtsnachfolger der MITROPA in der Bundesrepublik Deutschland ihre jeweiligen Interessen und Verkehrsgebiete neu ab. Die frühere Konkurrenz wich in den Folgejahren einer engen Zusammenarbeit. Beispielsweise wurden die Werkstätten in Neuaubing nun gemeinsam genutzt.
Ab Ende der 1950er Jahre verlagerte die CIWL ihren Schwerpunkt schrittweise auf Reisebüros und touristische Dienstleistungen, auch wenn der Schlaf- und Speisewagenbetrieb weiterhin bedeutend war. Der Fahrzeugbestand ging nur leicht von 1172 Wagen im Jahr 1957 auf 1014 Wagen im Jahr 1966 zurück. Als Betreiber eigenständiger, vollständig aus ihrem Wagenmaterial zusammengesetzter Züge trat die CIWL aber immer weniger in Erscheinung, 1966 gab es im Kursbuch der CIWL lediglich noch drei solcher Zugpaare. 1967 wurde der Firmenname daher in Compagnie Internationale des Wagons-Lits et du Tourisme (CIWLT) geändert, als Kurzform diente weiterhin die Bezeichnung Wagons-Lits. Nachdem Thomas Cook 1948 in Großbritannien verstaatlicht worden war, wurde die bisherige Verbindung beider Unternehmen durch einen Gesellschaftsvertrag ersetzt. Die Zusammenarbeit wurde auch nach Privatisierung von Thomas Cook & Sons fortgesetzt, bis die heutige Thomas Cook Group 1992 in deutschen Besitz überging.
Die letzten, inzwischen wagenbautechnisch veralteten Pullmanwagen zog die CIWL 1971 aus dem fahrplanmäßigen Dienst zurück, zuletzt waren sie in einzelnen Zugläufen in Frankreich und Italien verwendet worden, nachdem seit dem Krieg bereits keine eigenständigen Pullman-Express-Züge mehr verkehrten. Einige Pullmanwagen blieben jedoch für Sonderfahrten im Bestand der CIWL. Da zudem die Erneuerung des alternden Schlafwagenbestandes anstand, die von der CIWLT nicht zu bewältigen war, gingen die im internationalen Verkehr eingesetzten Schlafwagen im gleichen Jahr in den Bestand der SNCF, FS, SBB, DB, ÖBB, NMBS/SNCB, NS, DSB und RENFE über, meist in Form von langfristigen Mietverträgen, teilweise auch als Verkauf. Zu diesem Zeitpunkt wurde der Internationale Schlafwagen-Pool (mit dem Markenzeichen TEN = Trans Euro Nacht) gegründet, der bis 1995 Bestand hatte und in den die beteiligten Bahnen einen Großteil der Wagen von CIWLT und DSG einbrachten. Daneben bestand ein schrittweise kleiner werdender Bestand an im nationalen Verkehr eingesetzten Wagen. Die Schlafwagen wurden seit 1971 von Wagons-Lits nur mehr im Auftrag der Bahngesellschaften bewirtschaftet. Noch 1975 zählten allerdings 610 Schlafwagen nominell zum Bestand der CIWLT, von denen 197 Teil des TEN-Pools waren. In den Folgejahren ging diese Anzahl weiter zurück. Die älteren Vorkriegswagen fanden ab Mitte der 1970er Jahre dagegen zunehmend Interesse bei Museumsbahnen und Anbietern nostalgischer Zugreisen, die sie direkt bei der CIWL oder bei diversen Staatsbahnen als zwischenzeitlichen Besitzern erwarben. Mit Zügen wie dem Venice Simplon-Orient-Express wird seitdem zahlungskräftigen Kunden das Reisegefühl der Belle Époque und der Goldenen Zwanziger vermittelt.

### Übernahme durch Accor
1988 übernahm die CIWLT den Autovermieter Europcar und fusionierte ihn ein Jahr später mit dem deutschen Konkurrenten InterRent. 1991 wurde die CIWLT selbst vom internationalen Hotelkonzern Accor übernommen, der in den Folgejahren die diversen Beteiligungen der CIWLT auflöste, verkaufte oder als eigenständige Töchter weiterführte. So wurde 1995 die Tochterfirma Eurest, ein Betreiber von Kantinen und Betriebsgastronomie, an die britische Compass Group verkauft und 1999 die Beteiligung an Europcar an die Volkswagen AG abgegeben. 2006 verkaufte Accor seine Beteiligung an der Reisebürosparte (Carlson Wagonlit Travel) an die US-amerikanischen Unternehmen Carlson Companies und One Equity Partners.
Die für Sonderfahrten als Pullman-Orient-Express bereitgehaltenen historischen Wagen gingen 2008 an eine Tochter der französischen Staatsbahn SNCF, die sie seither im Charterverkehr betreibt. Teile des Archivs der CIWL wurden von der SNCF übernommen und dem nationalen französischen Eisenbahnmuseum in Mulhouse übergeben. Die Reste wurden von Accor im September 2011 trotz Protesten bei Christie’s versteigert. Markenrechte und Lizenzen für die historischen Signets, Logos und Plakate der CIWL liegen seit 1996 bei der Wagons-Lits Diffusion SA in Paris, die auch die entsprechenden Rechte für die PLM wahrnimmt.

### Übernahme durch Newrest
Im Juli 2010 übernahm das Catering-Unternehmen Newrest 60 % des Bahnservice-Bereichs der CIWLT. Seitdem tritt das Unternehmen unter der Marke Newrest Wagons-Lits auf. Die als Tochtergesellschaft von Newrest weiterhin bestehende CIWLT ist in Paris beheimatet. Der Schwerpunkt liegt auf dem Betrieb von Schlafwagen sowie in der Bewirtung von Zügen. Aktiv ist die Gesellschaft noch mit Tochterfirmen in Frankreich, Portugal und Österreich, die italienische Tochter wurde Ende 2011 geschlossen, nachdem Newrest Wagons-Lits sich bei der Neuvergabe der Leistungen durch Trenitalia aufgrund schlechter Konditionen nicht mehr beteiligt hatte. Von diesen Ländern aus bewirtschaftete Züge verkehren unter anderem auch nach Deutschland, Italien und der Schweiz. Fahrzeuge sind inzwischen nicht mehr im Besitz des Unternehmens. 
Die ursprünglich namensgebenden Schlafwagendienste werden lediglich noch von Österreich aus betrieben. Newrest Wagons-Lits bewirtschaftet seit Dezember 2016 für die ÖBB auch die unter der Marke ÖBB Nightjet von der Deutschen Bahn übernommenen Nachtzugleistungen in Deutschland. 2022 wurde der Vertrag bis 2029 verlängert. In Frankreich wurden die letzten Schlafwagendienste bereits 2007 eingestellt, darunter der Train Bleu. Seitdem werden in Zügen der SNCF lediglich Catering-Leistungen erbracht, darunter ein Zugpaar des TGV Rhin-Rhone zwischen Frankfurt am Main und Marseille als eine der letzten Leistungen auf deutschen Schienen. Ebenso bewirtschaftet werden die unter dem Markennamen Lyria verkehrenden TGV-Züge zwischen Frankreich und der Schweiz.

## Züge und Wagen

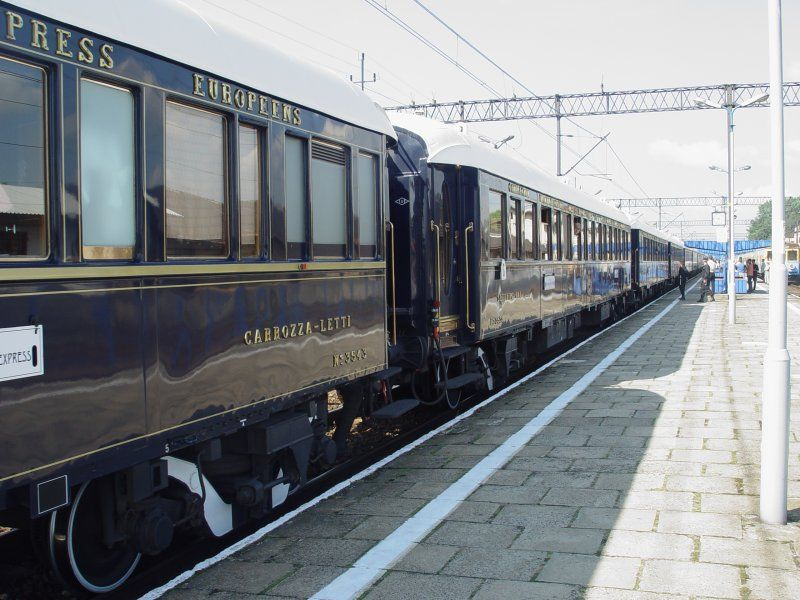
Schlafwagen Typ Lx

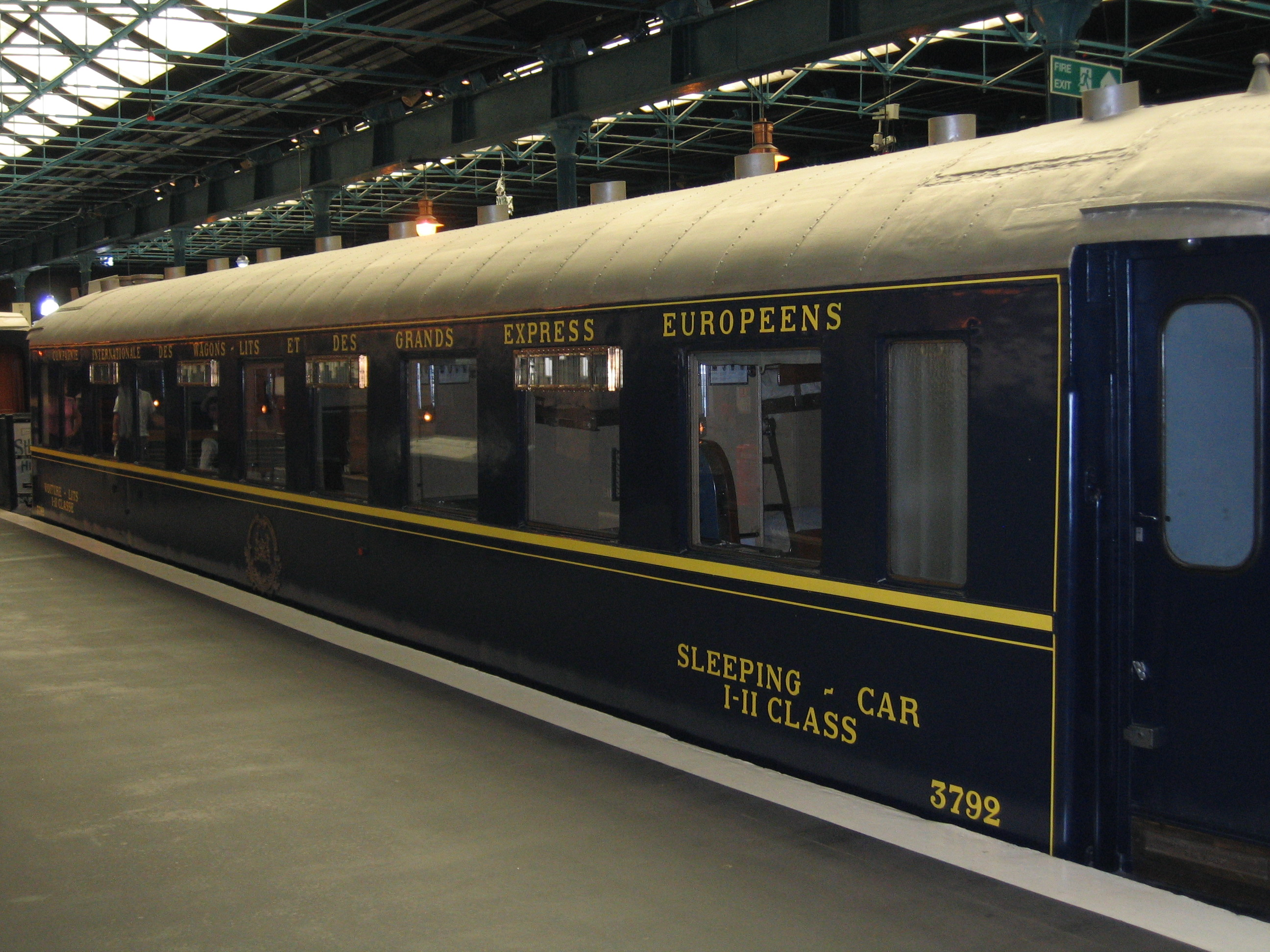
Schlafwagen Typ F für den Night Ferry, die einzige CIWL-Leistung zwischen Frankreich und Großbritannien

Die CIWL betrieb ihre Züge immer in Zusammenarbeit mit den jeweiligen Staats- und Privatbahnen, mit denen sie entsprechende Verträge abschloss. Diese übernahmen auch die Lokbespannung. Eigene Lokomotiven besaß die CIWL nie, abgesehen von einigen Rangierlokomotiven in ihren Werkstätten. Zum Fahrzeugbestand der CIWL zählten daher vor allem Schlaf-, Speise-, Salon- und Gepäckwagen. Von 53 Wagen im Jahr 1876 entwickelte sich der Bestand bis 1914 auf fast 1740 Wagen. 1931 war mit 2268 Wagen der Höchststand erreicht. Nach dem Krieg gingen die Fahrzeuge teilweise in den Besitz der jeweiligen Staatsbahnen über, in Westeuropa behielt die CIWL allerdings deren Bewirtschaftung. Noch 1971 besaß die CIWL gut 900 Wagen. Inzwischen sind die Fahrzeuge generell im Besitz der Bahngesellschaften, die CIWL bzw. Newrest hat sich ausschließlich auf die Bewirtschaftung konzentriert.
→ siehe auch: CIWL-Teakholzwagen
→ siehe auch: CIWL Typ S
→ siehe auch: CIWL Typ P
→ siehe auch: CIWL Typ Lx

### Luxus- und Schlafwagenzüge
Beginnend mit dem Orient-Express entwickelte sich das Angebot der Luxuszüge bis 1914 zu einem fast alle europäischen Länder sowie Teile Asiens und Afrikas umspannenden Netz. Die CIWL richtete dabei meist reine Schlafwagenzüge ein. Einige wenige Zugläufe im reinen Tagesverkehr oder mit landschaftlich attraktiven Abschnitten erhielten auch Salonwagen. Nach dem Ersten Weltkrieg ergänzte die CIWL das Angebot durch die ausschließlich im Tagesverkehr eingesetzten Pullmanzüge.
Entsprechend der Nachfrage wechselten die Zugläufe und damit die Zugnamen vor allem vor dem Ersten Weltkrieg relativ häufig, manche Züge verkehrten nur wenige Wochen. Teilweise erhielten auch Kurswagenläufe eigene Zugnamen. Nicht alle Ziele erwiesen sich als Erfolg, bei manchen Zügen wie etwa dem von 1907 bis 1909 verkehrenden Dänemark-Express zwischen Kopenhagen und Berlin oder dem nur 1931 eingesetzten Golden Mountain Pullman Express machte die CIWL deutliche Verluste.
Nach dem Zweiten Weltkrieg wurden die meisten Züge nicht mehr als Luxuszüge der CIWL betrieben. Mit wenigen Ausnahmen wie dem Train Bleu wurden die Züge in herkömmliche Schnellzüge, Fernschnellzüge oder Expresszüge umgewandelt, die neben den Schlaf- und Speisewagen der CIWL auch Sitz- und Liegewagen der beteiligten Staatsbahnen führten.
Hinsichtlich ihrer Zugläufe und angefahrenen Zielorte lassen sich die meisten Schlafwagen-Luxuszüge bestimmten Gruppen zuordnen. Neben den langlaufenden und die wichtigsten europäischen Hauptstädte verbindenden Zügen wie dem Orient-Express oder dem Rome-Express gab es vor allem Züge mit touristischen Destinationen wie Kur- und Badeorten sowie Zielen in den Alpen und am Mittelmeer. Außerdem bot die CIWL bis in die 1960er Jahre Boat trains an, Zubringerzüge zu Überseedampfern mit Zielen in Amerika, Afrika oder Asien. Letztere waren in der Regel nicht in den öffentlichen Kursbüchern zu finden, sondern fuhren exklusiv für die Fahrgäste der jeweiligen Reedereien.

#### Orient-Express

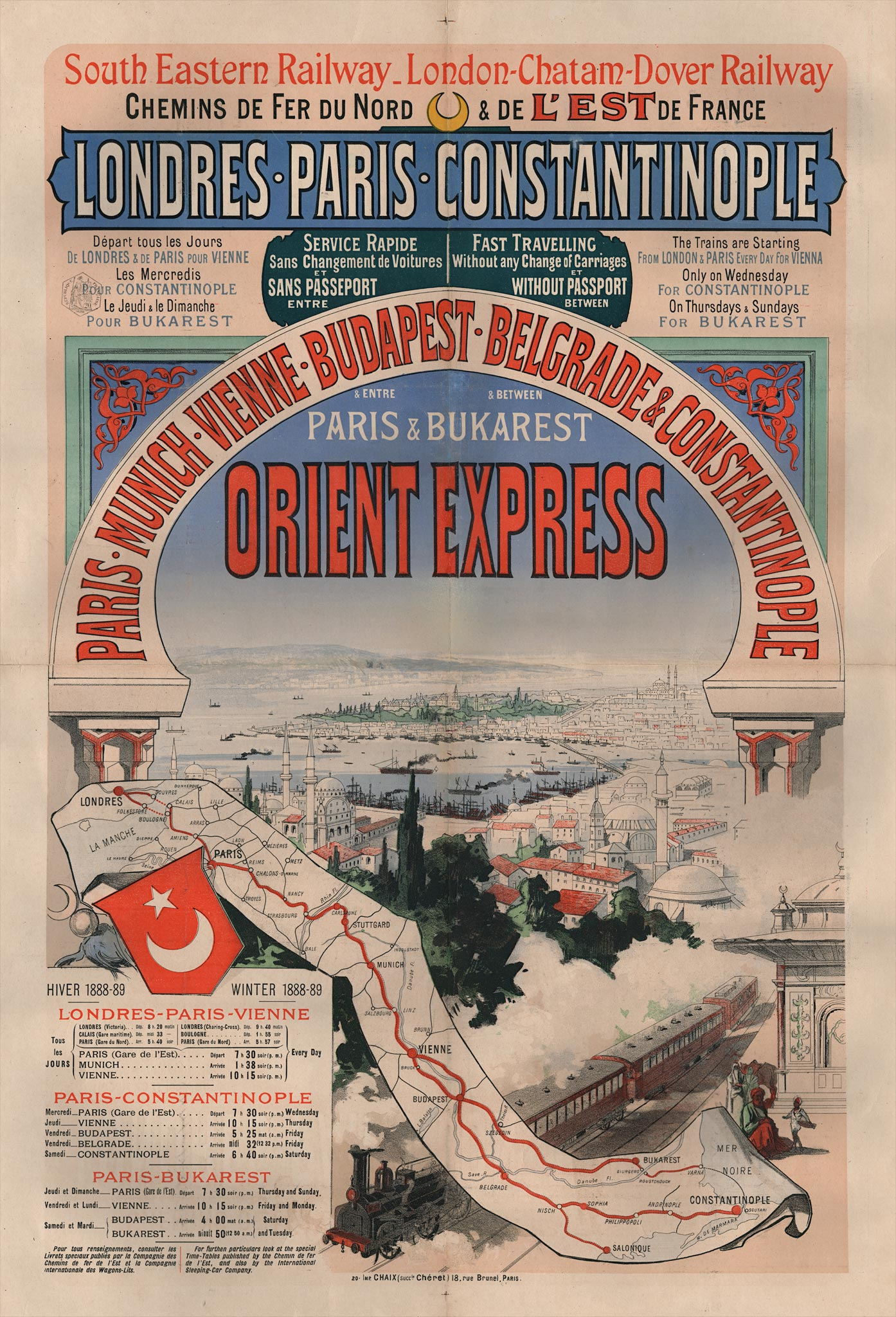
Werbeplakat für den Orient-Express aus dem Jahr 1888

Nachdem bereits seine ersten Planungen für Schlafwagen die wichtige europäische Ost-West-Verbindung von Paris nach Wien favorisiert hatten, startete Nagelmackers seinen ersten Luxuszug auf dieser Strecke. Im Oktober 1882 fuhr probeweise ein Train de Luxe d'Essai aus CIWL-Wagen von Paris nach Wien und zurück. Diese erfolgreiche, gegenüber den normalen Schnellzügen deutlich beschleunigte Fahrt hatte eine im Februar 1883 in Konstantinopel durchgeführte Konferenz zur Folge, auf der die beteiligten Bahngesellschaften mit der CIWL die Einrichtung eines Luxuszuges zwischen Paris und Konstantinopel vereinbarten.

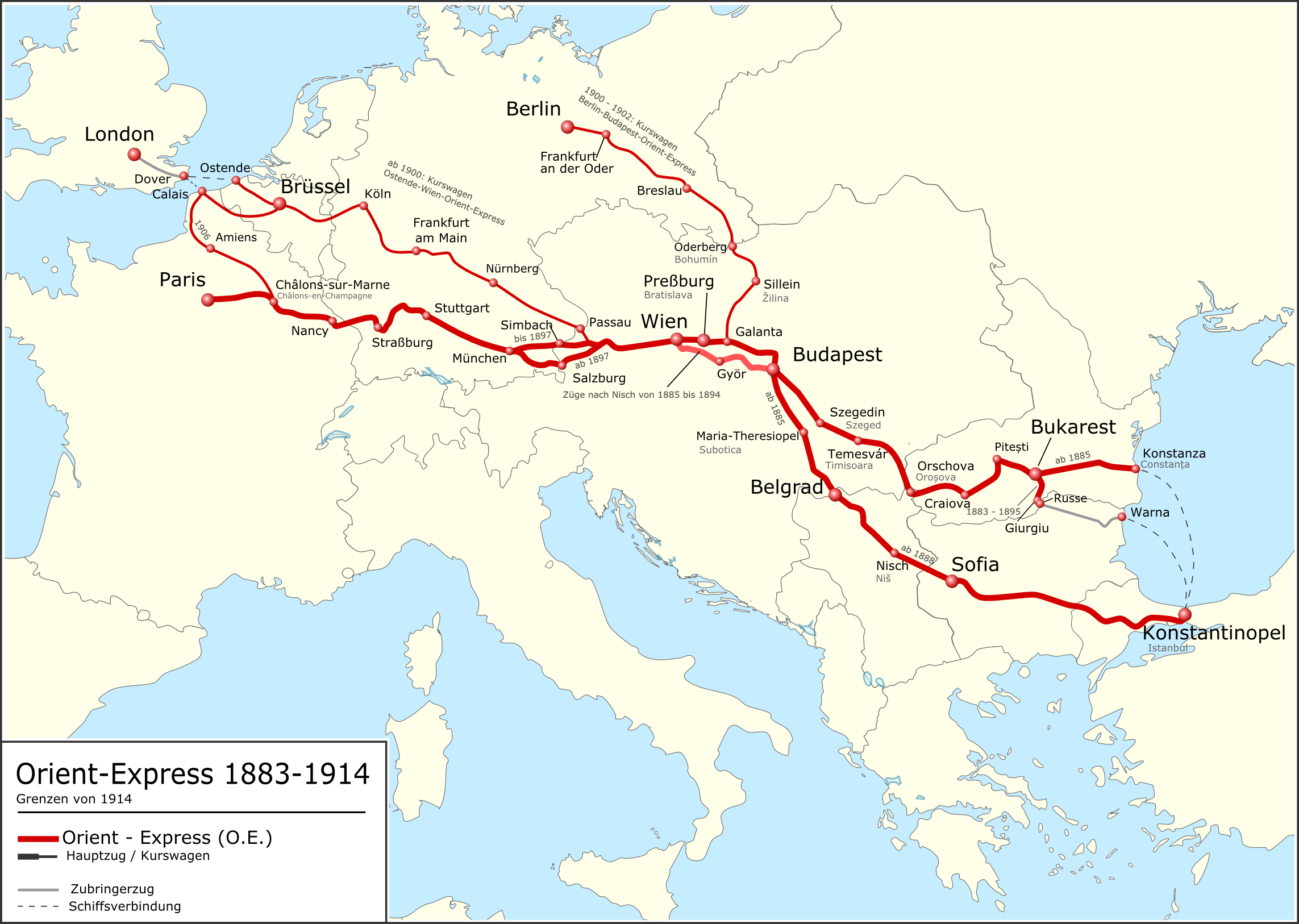
Zuglauf des Orient-Express von 1883 bis 1914

Am 5. Juni 1883 fuhr der erste, zunächst als Train Express d’Orient bezeichnete Zug ab Paris in Richtung Osten. Mangels einer durchgehenden Strecke bis Konstantinopel fuhr er über Wien und Budapest bis Bukarest und von dort nach Giurgiu an der Donau, wo Fähranschluss ins bulgarische Ruse bestand. Von dort gab es einen Anschlusszug nach Varna, wo Schiffsanschluss nach Konstantinopel bestand. Die offizielle Einweihung fand am 4. Oktober 1883 statt, zu der Nagelmackers gezielt auch Journalisten und Schriftsteller einlud und die Gäste durch die „Espero“, ein Dampfschiff der Österreichisch-Ungarischen Lloyd, nach Konstantinopel bringen ließ. Ihre Berichte von der Einweihungsfahrt in den damals als exotisch empfundenen Orient trugen dazu bei, dass der Orient-Express rasch ein Erfolg wurde. Ab 1889 konnte Konstantinopel auf dem Schienenweg erreicht werden, seither gabelte sich der Orient-Express in Budapest in zwei abwechselnd befahrene Strecken nach Giurgiu (ab 1895 nach Constanța) und nach Konstantinopel. In Wien wurde er mit dem Ostende-Wien-Express verknüpft. Mit Kriegsausbruch 1914 wurde der Zug eingestellt.
Nach dem Ersten Weltkrieg führte die CIWL 1919 auf Wunsch der Alliierten den Simplon-Orient-Express ein, der das Gebiet der Weltkriegsverlierer Deutschland, Österreich und Ungarn vermied. Der Orient-Express auf der bisherigen Route über München, Wien und Budapest verkehrte ab 1921 wieder, nur mehr bis Bukarest, in den 1930er Jahren mit Kurswagen nach Istanbul.
Während des Zweiten Weltkriegs wurde der Orient-Express wieder eingestellt. Nach Kriegsende wurde er als normaler Schnellzug reaktiviert, fuhr bedingt durch den Eisernen Vorhang nur zeitweise bis Bukarest, in einigen Fahrplanjahren nur bis Wien. Zuletzt war der Orient-Express ein Nachtzug zwischen Straßburg und Wien, mit TGV-Anschluss von Paris. 2009 wurde er eingestellt.

#### Calais-Mediterranée Express/Train Bleu
Als zweiten Luxuszug führte Nagelmackers im Dezember 1883 den Calais-Nice-Rome Express ein, der vor allem im Winter Fahrgäste aus Großbritannien an die Côte d’Azur und nach Italien bringen sollte. Auch er erwies sich als voller Erfolg. Um die Verbindung nach Rom zu beschleunigen, trennte die CIWL 1889 den Rome Express ab und führte ihn auf kürzerem Weg durch den Mont-Cenis-Tunnel nach Italien. Den Verkehr zur Côte d’Azur übernahm der Calais-Mediterranée Express, der ab 1922 aufgrund der eingesetzten blauen Schlafwagen den Spitznamen Train Bleu erhielt. 1949 bekam der Zug diesen Namen auch offiziell. Die Verkürzung der Reisezeiten durch den Ausbau des TGV-Hochgeschwindigkeitsverkehrs führte 2007 zur Einstellung des Train Bleu. Bis in die 1960er Jahre war er als letzter reiner Schlafwagenzug der CIWL gefahren, danach kamen auch Liegewagen und Sitzwagen zum Einsatz.

#### Sud-Express
Georges Nagelmackers verfolgte seit Anfang der 1880er Jahre das Projekt eines durchgehenden Nord-Süd-Express von Lissabon nach Sankt Petersburg. Dieses Projekt, das ein zweimaliges Umspuren aufgrund der unterschiedlichen Spurweiten auf der iberischen Halbinsel, in Mitteleuropa und in Russland erforderlich gemacht hätte, ließ sich nicht realisieren, stattdessen richtete die CIWL mehrere getrennte Zugläufe ein. Der Sud-Express fuhr ab 1887 zwischen Paris und Lissabon bzw. Madrid. An der spanischen Grenze in Irun bzw. Hendaye mussten die Fahrgäste allerdings die Wagen wechseln. Einige Jahre nach dem Zweiten Weltkrieg erhielt der inzwischen nicht mehr als Luxuszug, sondern als normaler Schnellzug geführte Sud-Express umspurbare Liegewagen. Der Zugteil nach Madrid wurde ab 1969 als separater Zug geführt, der Sud-Express verkehrte nur mehr zwischen Paris und Lissabon, erhielt aber einige Kurswagen nach Porto. Nach Inbetriebnahme der TGV-Verbindungen zwischen Paris und Bordeaux wurde der Sud-Express Mitte der 1990er Jahre auf den iberischen Teil beschränkt und die durchgehenden Kurswagen eingestellt. Der auf dem Abschnitt zwischen Irun und Lissabon verbliebene Sud-Express verkehrte zuletzt als Talgo. Zum 17. März 2020 wurde die Verbindung eingestellt.

#### Nord-Express
Der Nord-Express zwischen Paris und Sankt Petersburg wurde erst 1896 Realität, nachdem die CIWL es geschafft hatte, die ablehnende Haltung Preußens gegen ihre Züge und Wagen zu überwinden. Analog zum Sud-Express war an der deutsch-russischen Grenze in Eydtkuhnen bzw. Wirballen ein Zugwechsel erforderlich. Ab 1899 erhielt der Nord-Express einen Zweigzug ab Thorn nach Warschau, wo wiederum Anschluss nach Moskau bestand. Nach dem Ersten Weltkrieg wurde der Nord-Express erst 1926 wieder eingeführt, allerdings ohne russischen Zugteil und mit dem neuen Zuglauf Paris/Ostende – Berlin – Warschau. In den nächsten Jahren wurde er um Kurswagen nach Riga, Kopenhagen und Bukarest ergänzt. Vor dem Krieg war der Nord-Express einer der bekanntesten Luxuszüge der CIWL. Nach dem Zweiten Weltkrieg erhielt der Nord-Express als normaler Schnellzug erneut eine neue Strecke und verkehrte zwischen Paris und Kopenhagen. Kurswagen boten direkte Verbindungen von Paris bis nach Oslo und Stockholm. Mit dem zunehmenden Bedeutungsverlust des Nachtreiseverkehrs auf der Schiene verlor der Nord-Express in den 1980er Jahren schrittweise diese Kurswagen. Zuletzt zwischen Ostende und Kopenhagen verkehrend wurde er 1997 eingestellt.

#### Night Ferry
Von 1936 bis 1980 war – abgesehen von der Zeit des Zweiten Weltkriegs – der Night Ferry die einzige umsteigefreie Zugverbindung zwischen Paris und London. Bis dahin und ab 1980 bis zur Fertigstellung des Eurotunnels mussten alle Fahrgäste in den Kanalhäfen zwischen Zug und Schiff wechseln. Die speziell für diesen Zug von der CIWL beschafften Schlafwagen der ersten Klasse wurden zwischen Dünkirchen und Dover über den Ärmelkanal trajektiert. Zeitweilig führte der Night Ferry auch Kurswagen nach Brüssel. Sinkende Nachfrage aufgrund des Flugverkehrs und die veralteten Wagen führten 1980 zur Einstellung.

### Pullmanzüge

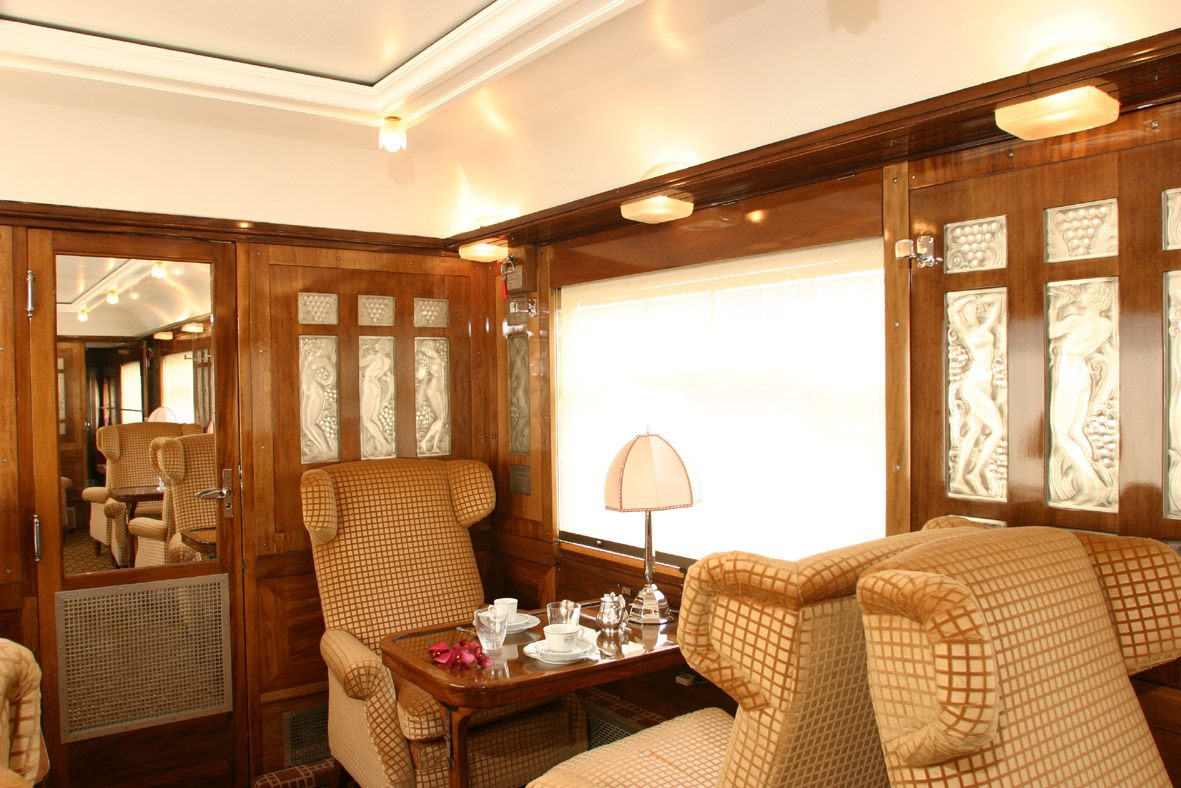
Inneneinrichtung eines Pullmanwagens vom Typ Flèche d’Or

Nach dem Vorbild der britischen Pullmanwagen und -züge führte die CIWL ab 1925 auf dem europäischen Festland entsprechende, luxuriös und mit Am-Platz-Service ausgestattete Wagen ein und ersetzte damit ihre älteren Salonwagen. Diese wurden zum einen in vorhandene Züge eingestellt, zum anderen etablierte die Compagnie eigene, als „Pullman-Express“ oder „Trains de Luxe Pullman“ bezeichnete Zugläufe. Bis 1939 gab es gut zwei Dutzend Pullmanzüge, vorwiegend in Frankreich, den Benelux-Staaten sowie Italien und Rumänien. Nur ein Teil der Züge erwies sich als dauerhaft wirtschaftlich tragfähig, andere wurden bereits nach wenigen Monaten wieder eingestellt. Zu den bekanntesten gehörten der Edelweiss, der Flèche d’Or und der Étoile du Nord. Nach dem Zweiten Weltkrieg wurden die wenigen wieder eingeführten Pullmanzüge bald in herkömmliche Schnellzüge umgewandelt, die lediglich noch einzelne Pullmanwagen führten. Die letzten Pullmanwagen wurden 1971 aus dem planmäßigen Verkehr zurückgezogen.

## Hotels und Restaurants

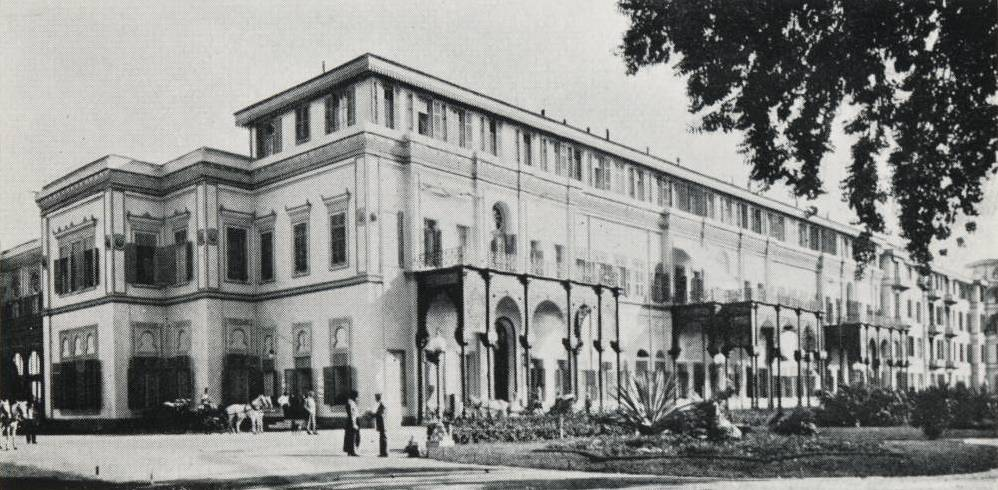
Das Ghezireh Palace Hotel in Kairo, um 1906

Ab 1891 betrieb die CIWL bereits einzelne Luxushotels, beginnend mit dem Avenida Palace in Lissabon. Nagelmackers führte diese Hotels 1894 in einer neuen Tochtergesellschaft, der Compagnie Internationale des Grands Hotels, zusammen. Die CIWL errichtete damit eine der ersten Hotelketten. Ihren Bestand an Hotels weitete die neue Gesellschaft rasch aus, teils durch Neubau, teils durch Übernahme vorhandener Hotels. Entsprechend dem Anspruch der Kundschaft wurden die Hotels mit dem jeweils neuesten Stand der Technik ausgestattet und luxuriös gestaltet. Die CIWL konzentrierte sich bei der Standortwahl auf Ziele ihrer Luxuszüge sowie auf Seebäder. Ab 1896 war die CIWL an weiteren Hotelgruppen beteiligt, teilweise übernahm sie Hotels ihrer Tochtergesellschaft wieder in direkten Besitz.
Zu den bekanntesten Hotels der CIWL gehörten unter anderem das Shepheard’s und das Gezireh Palace in Kairo, das Grand Hotel des Wagons-Lits in Peking, das Royal Palace und das Hotel de la Plage in Ostende, das Riviera Palace in Nizza und das Maloja Palace in Maloja.
Bereits ab 1905 verkaufte die CIWL einzelne Hotels wieder, ab 1910 trennte sie sich von ihren Hotelbeteiligungen. Eines der letzten Hotels, das vor dem Ersten Weltkrieg in CIWL-Besitz war, war das 1914 verkaufte Pera Palas in Istanbul. Die CIWL behielt lediglich pachtweise verschiedene Hotels und Bahnhofbuffets, vor allem in Nordafrika und Syrien, aber auch in Belgien und Frankreich. Nach dem Zweiten Weltkrieg betrieb die CIWL weitere Hotels und Bahnhofbuffets in den damaligen französischen Kolonien in Westafrika. Bis 1968 wurden alle entsprechenden Betriebe schrittweise geschlossen oder verkauft.
Erst ab 1975 stieg die CIWL mit dem Aufbau der Etap-Hotelkette wieder in das Hotelgeschäft ein. Accor übernahm die Kette zusammen mit der gesamten CIWL 1991.

## Werkstätten
Im Laufe ihrer Geschichte beschaffte die CIWL rund 4500 Wagen. Für deren Unterhaltung errichtete sie wenige Jahre nach ihrer Gründung im Jahr 1881 die erste Werkstatt in Saint Ouen bei Paris, zu der im Laufe der Jahre etwa 30 weitere Werkstätten kamen. Die letzten eigenen Werkstätten wurden im Jahr 2000 geschlossen oder verkauft.
In einem Teil ihrer Werkstätten (St. Ouen und Marly) sowie bei der Tochtergesellschaft Compagnie Generale de Constructions (CGC) in St. Denis baute die CIWL von 1883 bis 1908 etwa 560 Wagen selber. In den Ateliers in Zossen, Neu-Aubing, Irun und Budapest erfolgten größere Umbauten von Waggons, beispielsweise die „Metallisierung“ von Teakholzwagen.
| Werkstätte                                                  | Land             | Bau/Kauf | Einstellung/Verkauf                               | Tätigkeit / Anmerkungen                                        |
| ----------------------------------------------------------- | ---------------- | -------- | ------------------------------------------------- | -------------------------------------------------------------- |
| Atéliers Saint Ouen/Paris                                   | Frankreich       | 1881     | 1896                                              | Reparatur und Wagenbau                                         |
| Cie. de Construction de Marly-lez-Valenciennes              | Frankreich       | 1882     | 1901                                              | Reparatur und Wagenbau, 1892 mit Saint Denis fusioniert        |
| Irun, Atéliers de WL                                        | Spanien          | 1887     | 1993                                              | Reparatur und Neubau                                           |
| Saint-Denis, Cie. Generale de Construction / Atéliers de WL | Frankreich       | 1892     | 1977                                              | Reparatur und Wagenbau, 1892 mit Marly fusioniert, 1909 Neubau |
| Ostende-Slykens, Atéliers de WL                             | Belgien          | 1898     | 2000 (Verkauf an RSI Rail Services International) | Reparatur und Wagenbau                                         |
| Rom (Minerva-Medica)                                        | Italien          | 1898     | 1915                                              | Reparatur                                                      |
| Paris-Landy                                                 | Frankreich       | 1900     | 1915                                              | Reparatur                                                      |
| Calais                                                      | Frankreich       | 1900     | 1935                                              | Reparatur                                                      |
| Hendaye                                                     | Frankreich       | 1900     | 1910                                              | Reparatur                                                      |
| Wien-Inzersdorf                                             | Österreich       | 1903     | 2000 (Verkauf an RSI)                             | Reparatur                                                      |
| Paris-Evangile                                              | Frankreich       | 1904     | 1932                                              | Reparatur                                                      |
| Moskau, Kursker Bahnhof                                     | Russland         | 1904     | 1918                                              | Reparatur                                                      |
| Sankt Petersburg                                            | Russland         | 1905     | 1918                                              | Reparatur                                                      |
| Zossen, Atéliers de WL                                      | Deutschland      | 1905     | 1945                                              | Reparatur und Wagenbau, nach 1945 von der Mitropa übernommen   |
| Moskau-Fakvova (?)                                          | Russland         | 1907     | ?                                                 | Reparatur                                                      |
| München-Laim                                                | Deutschland      | 1908     | 1913                                              | Reparatur                                                      |
| Mailand-Greco, Atéliers de WL                               | Italien          | 1910     | 2000 (Verkauf an RSI)                             | Reparatur und Wagenbau                                         |
| Budapest, Atéliers de WL                                    | Ungarn           | 1912     | ?                                                 | Reparatur und Wagenbau                                         |
| Algier, Atéliers de WL                                      | Algerien         | 1912     | ?                                                 | Reparatur                                                      |
| Wladiwostok                                                 | Russland         | 1912     | 1918                                              | Reparatur                                                      |
| München-Neuaubing, Atéliers de WL                           | Deutschland      | 1913     | 2000                                              | Reparatur und Wagenbau, ab 1956 gemeinsam mit DSG              |
| Bukarest                                                    | Rumänien         | 1919     | ?                                                 | Reparatur                                                      |
| Prag                                                        | Tschechoslowakei | 1919     | ?                                                 | Reparatur                                                      |
| Athen                                                       | Griechenland     | 1921     | ?                                                 | Reparatur                                                      |
| Harbin                                                      | China            | 1922     | 1935                                              | Reparatur                                                      |
| Paris-Villeneuve-St. Georges                                | Frankreich       | 1922     | 1977                                              | Reparatur                                                      |
| Istanbul-Haydarpaşa                                         | Türkei           | 1926     | 1970                                              | Reparatur                                                      |
| Kairo                                                       | Ägypten          | 1926     | ?                                                 | Reparatur                                                      |
| Warschau                                                    | Polen            | 1926     | ?                                                 | Reparatur                                                      |
| Rom-Partonaccio                                             | Italien          | 1928     | 2000 (Verkauf an RSI)                             | Reparatur                                                      |
| Madrid-Aravaca                                              | Spanien          | 1930     | 1999                                              | Reparatur                                                      |
| Shanghai                                                    | China            | 1932     | 1938                                              | Reparatur                                                      |
| Paris-L'Ourcq                                               | Frankreich       | 1953     | 1973                                              | Reparatur                                                      |

## Länder mit CIWL-Diensten
Die CIWL war im Laufe ihrer Geschichte in fast allen jeweils bestehenden europäischen Staaten aktiv. Hierzu besaß sie meist örtliche Direktionen und Niederlassungen. Der Unternehmensname war je nach Einsatzland in verschiedenen Sprachen über den Fenstern der CIWL-Wagen angeschrieben.
| Land                   | Unternehmensbezeichnung | Aufnahme des Dienstes | Einstellung | Anmerkungen |
| ---------------------- | --- | --------------------- | ----------- | --- |
| Belgien                | Compagnie Internationale des Wagons-Lits (et des Grands Express Européens) / Internationale Maatschappij voor Slaapwagens en Europa's Groote Sneltreinen | 1873                  | 2003        | |
| Deutschland            | Internationale (Eisenbahn-)Schlafwagen-Gesellschaft | 1873                  | 2000        | Bis 1914, seit 1919 nur internationale Dienste |
| Frankreich             | Compagnie Internationale des Wagons-Lits (et des Grands Express Européens)                                                                               | 1873                  | –           | |
| Österreich             | Internationale (Eisenbahn-)Schlafwagen-Gesellschaft | 1874                  | –           | Auch Führung von Bahnhofs-Restaurants und Schiffsrestaurants auf Donaudampfern |
| Rumänien               | Compania Internaţionala a Vagoanelor cu Paturi (si a Marelor Expresse Europene)                                                                          | 1876                  | 1947        | |
| Italien                | Compagnia Internazionale delle Carrozze (con) Letti (e dei Grandi Treni Espressi Europei)                                                                | 1877                  | 2011        | |
| Ungarn                 | Nemzetközi Vasúti Hálókocsi Társaság | 1878                  | 1949        | |
| Spanien                | Compañia Internacional de Coches-Camas (y de los Grandes Expresos Europeos)                                                                              | 1881                  | 2009        | |
| Russland               | Международное Общество спальныхъ вагоновъ и скорыхъ Европейскихъ поѣздовъ                                                                                | 1881                  | 1918        | Bis 1921 noch Dienste im Machtbereich der Provisorischen Amur-Regierung |
| Portugal               | Companhia Internacional das Carruagens-Camas (e dos Grandes Expressos Europeus)                                                                          | 1881                  | –           | |
| Bulgarien              | | 1888                  | 1950        | |
| Türkei                 | Avrupa Surat Katarlari ve Beynelmilel Yatakli Vagonlar Şirketi / Vagon-Li Şirketi                                                                        | 1888                  | 1970        | Speisewagen bereits 1966 an die TCDD |
| Vereinigtes Königreich | International Sleeping Car Company | 1936                  | 1980        | Ausschließlich Wagen des Night Ferry, zudem von 1889 bis 1893 einzelne CIWL-Wagen bei der London, Chatham and Dover Railway, und von 1925 bis 1948 Wagen der CIWL-Tochter Pullman Car Company |
| Niederlande            | Internationale Maatschappij voor Slaapwagens en Europa's Groote Sneltreinen                                                                              | 1888                  | 2002        | |
| Serbien/Jugoslawien    | Međunarodno Društvo Kola za Spavanje / Међународно Друштво Кола за Спавање                                                                               | 1888                  | 1948        | |
| Algerien               | Compagnie Internationale des Wagons-Lits (et des Grands Express Européens)                                                                               | 1889                  | 1962        | Bis 1962 Teil Frankreichs, nach 1962 noch Bewirtschaftung einzelner Buffetwagen |
| Tunesien               | Compagnie Internationale des Wagons-Lits (et des Grands Express Européens)                                                                               | 1889                  | ?           | Bis 1956 französische Kolonie |
| Marokko                | Compagnie Internationale des Wagons-Lits (et des Grands Express Européens)                                                                               | 1889                  | 1962        | Bis 1956 französische Kolonie |
| Schweiz                | Internationale (Eisenbahn-)Schlafwagen-Gesellschaft/Compagnie Internationale des Wagons-Lits (et des Grands Express Européens)                           | 1890                  | 2003        | Ab 1903 Inlandsdienste durch Tochtergesellschaft Schweizerische Speisewagen-Gesellschaft |
| Ägypten                | Compagnie Internationale des Wagons-Lits (et des Grands Express Européens)                                                                               | 1898                  | 1964        | |
| China                  | Compagnie Internationale des Wagons-Lits | 1906                  | 1940        | |
| Dänemark               | Det Internationale Sovevogns- (og de Store Europæiske Eksprestogs-)Selskab                                                                               | 1907                  | ?           | |
| Griechenland           | Διεθνής Εταιρία των Κλιναμαξών (και των Ταχείων Ευρωπαϊκών Αμαξοστοιχιών)                                                                                | vor 1914              | ?           | |
| Polen                  | Międzynarodowe Towarzystwo Wagonów Sypialnych (i Expresów Europejskich)                                                                                  | 1919                  | 1947        | |
| Tschechoslowakei       | Mezinárodní Společnost Lůžkových Vozů (a Velkých Evropských Expresních Vlaků)                                                                            | 1919                  | 1951        | |
| Finnland               | Kansainvälinen Makuuvaunu- (ja Euroopan Pikajuna)yhtiö                                                                                                   | 1920                  | 1960        | |
| Litauen                | Tarptautinė miegamųjų vagonų bendrovė | 1923                  | 1940        | |
| Lettland               | Starptautiskā guļamvagonu [seit 1937 Zusatz: un Eiropas lieleksprešu sabiedrība] (Latvijas Dzelzceļu virsvalde)                                          | 1923                  | 1940        | |
| Estland                | | 1923                  | 1940        | |
| Syrien                 | | 1930                  | nach 1967   | |

Darüber hinaus bediente die CIWL zwischen 1936 und Ende der 1960er Jahre Schlaf- und Speisewagendienste in bahneigenen Wagen mehrerer Bahngesellschaften in den damaligen französischen, belgischen und portugiesischen Kolonien in Afrika. Hierzu gehörten auch Schiffsdienste auf dem Kongo. Weitere europäische und asiatische Länder wie Norwegen, Schweden oder der Irak wurden durch einzelne CIWL-Kurse bedient, die CIWL war in diesen Ländern aber nicht mit eigenen Niederlassungen vertreten.